# Clement Francis Cornwall

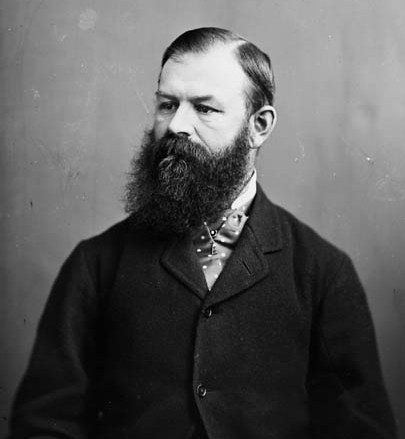
Clement Francis Cornwall

Clement Francis Cornwall (* 18. Juni 1836 in Bagpath, Gloucestershire, England; † 15. Februar 1910 in Victoria, British Columbia) war ein kanadischer Politiker, Landwirt und Richter. Er vertrat von 1871 bis 1881 British Columbia im Senat, danach war er bis 1887 der dritte Vizegouverneur dieser Provinz.

## Biografie
Der Sohn eines anglikanischen Pfarrers wurde in Privatschulen unterrichtet und studierte in Oxford am Trinity College und am Magdalene College. 1862 erhielt Cornwall von der Anwaltskammer Inner Temple die Zulassung als Rechtsanwalt. Er entschloss sich aber im selben Jahr zusammen mit seinem Bruder Henry zur Auswanderung nach British Columbia, als er vom Cariboo-Goldrausch erfuhr. In der Nähe von Ashcroft kauften sie eine Parzelle und begannen Rinder zu züchten. Daneben betrieben sie ein Sägewerk, ein Roadhouse und eine Getreidemühle.
Cornwall praktizierte saisonal als Anwalt, von 1864 bis 1885 war er als Friedensrichter tätig. Sein Lebensstil entsprach jenem eines englischen Landedelmannes, wozu auch das Veranstalten von Pferderennen und Fuchsjagden gehörte. Von 1864 bis 1866 vertrat er im neu geschaffenen Parlament der Kolonie British Columbia den Wahlbezirk Hope–Yale–Lytton. 1871 gehörte er für kurze Zeit ein zweites Mal dem Parlament an, als die Kolonie der Kanadischen Konföderation beitrat und den Status einer Provinz erlangte. 
Premierminister John Macdonald ernannte Cornwall im Dezember 1871 zu einem der zwei ersten Senatoren von British Columbia. Im Parlament in Ottawa gehörte er zehn Jahre lang der Fraktion der Konservativen Partei an. Generalgouverneur Lord Argyll vereidigte ihn am 20. Juli 1881 als Vizegouverneur. Dieses repräsentative Amt übte er bis zum 28. März 1887 aus.